# 4 Heures de Dubaï 2022
Navigation
Édition précédente Édition suivante
Les 4 Heures de Dubaï 2022, disputées du 12 février 2022 au 13 février 2022 sur le Dubaï Autodrome. Lors de cette épreuve, deux courses de 4 heures ont eu lieu et ont été la première et deuxième manches de l'Asian Le Mans Series 2022.

## Course 1

### Classement de la course
Voici le classement provisoire au terme de la course.
- Les vainqueurs de chaque catégorie sont signalés par un fond jauni.

| Pos  | Classe | no | Écurie                     | Pilotes                                                      | Châssis                            | Tours | Temps               |
| Pos  | Classe | no | Écurie                     | Pilotes                                                      | Moteur                             | Tours | Temps               |
| ---- | ------ | -- | -------------------------- | ------------------------------------------------------------ | ---------------------------------- | ----- | ------------------- |
| 1    | LMP2   | 4  | Nielsen Racing             | Matt Bell Ben Hanley Rodrigo Sales                           | Oreca 07                           | 124   | 4 h 03 min 07 s 806 |
| 1    | LMP2   | 4  | Nielsen Racing             | Matt Bell Ben Hanley Rodrigo Sales                           | Gibson GK428 4,2 l V8 Atmo         | 124   | 4 h 03 min 07 s 806 |
| 2    | LMP2   | 39 | Graff Racing               | David Droux Sébastien Page Eric Trouillet                    | Oreca 07                           | 120   | + 4 tours           |
| 2    | LMP2   | 39 | Graff Racing               | David Droux Sébastien Page Eric Trouillet                    | Gibson GK428 4,2 l V8 Atmo         | 120   | + 4 tours           |
| 3    | LMP2   | 49 | High Class Racing          | Dennis Andersen Anders Fjordbach Kevin Weeda (de)            | Oreca 07                           | 120   | + 4 tours           |
| 3    | LMP2   | 49 | High Class Racing          | Dennis Andersen Anders Fjordbach Kevin Weeda (de)            | Gibson GK428 4,2 l V8 Atmo         | 120   | + 4 tours           |
| 4    | LMP2   | 44 | ARC Bratislava             | John Corbett Miroslav Konôpka Neale Muston                   | Ligier JS P217                     | 118   | + 6 tours           |
| 4    | LMP2   | 44 | ARC Bratislava             | John Corbett Miroslav Konôpka Neale Muston                   | Gibson GK428 4,2 l V8 Atmo         | 118   | + 6 tours           |
| 5    | LMP3   | 3  | CD Sport                   | Nicholas Adcock Edouard Cauhaupé Michael Jensen              | Ligier JS P320                     | 118   | + 6 tours           |
| 5    | LMP3   | 3  | CD Sport                   | Nicholas Adcock Edouard Cauhaupé Michael Jensen              | Nissan VK56 5,6 l V8 Atmo          | 118   | + 6 tours           |
| 6    | LMP3   | 27 | CD Sport                   | Christophe Cresp Antoine Doquin Steven Palette               | Ligier JS P320                     | 117   | + 7 tours           |
| 6    | LMP3   | 27 | CD Sport                   | Christophe Cresp Antoine Doquin Steven Palette               | Nissan VK56 5,6 l V8 Atmo          | 117   | + 7 tours           |
| 7    | LMP3   | 26 | G-Drive Racing             | Vyaceslav Gutak Xavier Lloveras Fabrice Rossello             | Ligier JS P320                     | 117   | + 7 tours           |
| 7    | LMP3   | 26 | G-Drive Racing             | Vyaceslav Gutak Xavier Lloveras Fabrice Rossello             | Nissan VK56 5,6 l V8 Atmo          | 117   | + 7 tours           |
| 8    | LMP3   | 22 | Rinaldi Racing             | Torsten Kratz Hendrik Still Leonard Weiss                    | Duqueine M30 - D08                 | 117   | + 7 tours           |
| 8    | LMP3   | 22 | Rinaldi Racing             | Torsten Kratz Hendrik Still Leonard Weiss                    | Nissan VK56 5,6 l V8 Atmo          | 117   | + 7 tours           |
| 9    | GT     | 7  | Inception Racing           | Ben Barnicoat Brendan Iribe Ollie Millroy                    | McLaren 720S GT3                   | 117   | + 7 tours           |
| 9    | GT     | 7  | Inception Racing           | Ben Barnicoat Brendan Iribe Ollie Millroy                    | McLaren M840T 4,0 l V8 Bi-Turbo    | 117   | + 7 tours           |
| 10   | GT     | 55 | Rinaldi Racing             | Rino Mastronardi David Perel Davide Rigon                    | Ferrari 488 GT3                    | 117   | + 7 tours           |
| 10   | GT     | 55 | Rinaldi Racing             | Rino Mastronardi David Perel Davide Rigon                    | Ferrari F154CB 3,9 l V8 Turbo      | 117   | + 7 tours           |
| 11   | GT     | 17 | AF Corse                   | Vincent Abril Conrad Grunewald Louis Prette (en)             | Ferrari 488 GT3                    | 117   | + 7 tours           |
| 11   | GT     | 17 | AF Corse                   | Vincent Abril Conrad Grunewald Louis Prette (en)             | Ferrari F154CB 3,9 l V8 Turbo      | 117   | + 7 tours           |
| 12   | GT     | 42 | Optimum Motorsport         | Nick Moss Joe Osborne Andrew Watson (en)                     | McLaren 720S GT3                   | 117   | + 7 tours           |
| 12   | GT     | 42 | Optimum Motorsport         | Nick Moss Joe Osborne Andrew Watson (en)                     | McLaren M840T 4,0 l V8 Bi-Turbo    | 117   | + 7 tours           |
| 13   | GT     | 88 | Garage 59                  | Frank Bird Marvin Kirchhöfer Alexander West (de)             | McLaren 720S GT3                   | 116   | + 8 tours           |
| 13   | GT     | 88 | Garage 59                  | Frank Bird Marvin Kirchhöfer Alexander West (de)             | McLaren M840T 4,0 l V8 Bi-Turbo    | 116   | + 8 tours           |
| 14   | GT     | 69 | Oman Racing                | Ahmad Al Harthy Charlie Eastwood Sam De Haan                 | Aston Martin Vantage AMR GT3       | 116   | + 8 tours           |
| 14   | GT     | 69 | Oman Racing                | Ahmad Al Harthy Charlie Eastwood Sam De Haan                 | Aston Martin 4,0 l V8 Bi-Turbo     | 116   | + 8 tours           |
| 15   | GT     | 6  | Haupt Racing Team          | Hubert Haupt (de) Arjun Maini Rory Penttinen                 | Mercedes-AMG GT3                   | 116   | + 8 tours           |
| 15   | GT     | 6  | Haupt Racing Team          | Hubert Haupt (de) Arjun Maini Rory Penttinen                 | Mercedes-AMG M159 6,2 l V8 Atmo    | 116   | + 8 tours           |
| 16   | GT     | 91 | Herberth Motorsport        | Ralf Bohn (de) Alfred Renauer (de) Robert Renauer (de)       | Porsche 911 GT3 R                  | 116   | + 8 tours           |
| 16   | GT     | 91 | Herberth Motorsport        | Ralf Bohn (de) Alfred Renauer (de) Robert Renauer (de)       | Porsche 4,0 l Flat-6 Atmo          | 116   | + 8 tours           |
| 17   | GT     | 95 | TF Sport                   | Jonathan Adam Henrique Chaves John Hartshorne                | Aston Martin Vantage AMR GT3       | 116   | + 8 tours           |
| 17   | GT     | 95 | TF Sport                   | Jonathan Adam Henrique Chaves John Hartshorne                | Aston Martin 4,0 l V8 Bi-Turbo     | 116   | + 8 tours           |
| 18   | GT     | 34 | Walkenhorst Motorsport     | Nicky Catsburg Jon Miller Chandler Hull                      | BMW M4 GT3                         | 116   | + 8 tours           |
| 18   | GT     | 34 | Walkenhorst Motorsport     | Nicky Catsburg Jon Miller Chandler Hull                      | BMW P58 3,0 L i6 M TwinPower Turbo | 116   | + 8 tours           |
| 19   | GT     | 20 | SPS Automotive Performance | Mikaël Grenier John Loggie Valentin Pierburg                 | Mercedes-AMG GT3                   | 116   | + 8 tours           |
| 19   | GT     | 20 | SPS Automotive Performance | Mikaël Grenier John Loggie Valentin Pierburg                 | Mercedes-AMG M159 6,2 l V8 Atmo    | 116   | + 8 tours           |
| 20   | GT     | 33 | Herberth Motorsport        | Antares Au Ye Yifei Klaus Bachler                            | Porsche 911 GT3 R                  | 116   | + 8 tours           |
| 20   | GT     | 33 | Herberth Motorsport        | Antares Au Ye Yifei Klaus Bachler                            | Porsche 4,0 l Flat-6 Atmo          | 116   | + 8 tours           |
| 21   | GT     | 51 | AF Corse                   | Victor Gomez Alessandro Pier Guidi Francesco Piovanetti (de) | Ferrari 488 GT3                    | 115   | + 9 tours           |
| 21   | GT     | 51 | AF Corse                   | Victor Gomez Alessandro Pier Guidi Francesco Piovanetti (de) | Ferrari F154CB 3,9 l V8 Turbo      | 115   | + 9 tours           |
| 22   | GT     | 12 | Dinamic Motorsport         | Benjamin Barker Giorgio Roda Philipp Sager                   | Porsche 911 GT3 R                  | 115   | + 9 tours           |
| 22   | GT     | 12 | Dinamic Motorsport         | Benjamin Barker Giorgio Roda Philipp Sager                   | Porsche 4,0 l Flat-6 Atmo          | 115   | + 9 tours           |
| 23   | GT     | 96 | Attempto Racing            | Alex Aka Finlay Hutchison Florian Scholze                    | Audi R8 LMS GT3 Evo2               | 115   | + 9 tours           |
| 23   | GT     | 96 | Attempto Racing            | Alex Aka Finlay Hutchison Florian Scholze                    | Audi 5,2 l V10 Atmo                | 115   | + 9 tours           |
| 24   | GT     | 57 | Kessel Racing              | Axcil Jefferies Roman Ziemian Francesco Zollo                | Ferrari 488 GT3                    | 115   | + 9 tours           |
| 24   | GT     | 57 | Kessel Racing              | Axcil Jefferies Roman Ziemian Francesco Zollo                | Ferrari F154CB 3,9 l V8 Turbo      | 115   | + 9 tours           |
| 25   | GT     | 77 | D'Station Racing           | Tomonobu Fujii Tom Gamble Satoshi Hoshino                    | Aston Martin Vantage AMR GT3       | 115   | + 9 tours           |
| 25   | GT     | 77 | D'Station Racing           | Tomonobu Fujii Tom Gamble Satoshi Hoshino                    | Aston Martin 4,0 l V8 Bi-Turbo     | 115   | + 9 tours           |
| 26   | GT     | 99 | Herberth Motorsport        | Jurgen Haring Finn Gehrsitz Marco Seefried                   | Porsche 911 GT3 R                  | 114   | + 10 tours          |
| 26   | GT     | 99 | Herberth Motorsport        | Jurgen Haring Finn Gehrsitz Marco Seefried                   | Porsche 4,0 l Flat-6 Atmo          | 114   | + 10 tours          |
| 27   | GT     | 59 | Garage 59                  | Nicola Kjaergaard Manuel Maldonado James Vowles              | McLaren 720S GT3                   | 114   | + 10 tours          |
| 27   | GT     | 59 | Garage 59                  | Nicola Kjaergaard Manuel Maldonado James Vowles              | McLaren M840T 4,0 l V8 Bi-Turbo    | 114   | + 10 tours          |
| 28   | LMP3   | 13 | Inter Europol Competition  | Alexander Bukhantsov Guilherme Moura De Oliveira Nico Pino   | Ligier JS P320                     | 113   | + 11 tours          |
| 28   | LMP3   | 13 | Inter Europol Competition  | Alexander Bukhantsov Guilherme Moura De Oliveira Nico Pino   | Nissan VK56 5,6 l V8 Atmo          | 113   | + 11 tours          |
| 29   | GT     | 35 | Walkenhorst Motorsport     | Henry Walkenhorst Mario von Bohlen Jörg Breuer               | BMW M4 GT3                         | 111   | + 13 tours          |
| 29   | GT     | 35 | Walkenhorst Motorsport     | Henry Walkenhorst Mario von Bohlen Jörg Breuer               | BMW P58 3,0 L i6 M TwinPower Turbo | 111   | + 13 tours          |
| 30   | LMP3   | 72 | Koiranen Kemppi Motorsport | Nikita Aleksandrov Jesse Salmenautio Tomi Veijalainen        | Duqueine M30 - D08                 | 111   | + 13 tours          |
| 30   | LMP3   | 72 | Koiranen Kemppi Motorsport | Nikita Aleksandrov Jesse Salmenautio Tomi Veijalainen        | Nissan VK56 5,6 l V8 Atmo          | 111   | + 13 tours          |
| 31   | GT     | 66 | YC Panda Racing            | Douglas Khoo (en) Bashar Mardini Edgar Lau                   | Audi R8 LMS GT3 Evo2               | 108   | + 16 tours          |
| 31   | GT     | 66 | YC Panda Racing            | Douglas Khoo (en) Bashar Mardini Edgar Lau                   | Audi 5,2 l V10 Atmo                | 108   | + 16 tours          |
| 32   | LMP3   | 8  | Nielsen Racing             | Colin Noble Tony Wells                                       | Ligier JS P320                     | 105   | + 19 tours          |
| 32   | LMP3   | 8  | Nielsen Racing             | Colin Noble Tony Wells                                       | Nissan VK56 5,6 l V8 Atmo          | 105   | + 19 tours          |
| 33   | LMP3   | 21 | Konrad Motorsport          | Gabriele Rindone Jordan Grogor Shaun Thong                   | Ginetta G61-LT-P3                  | 92    | + 32 tours          |
| 33   | LMP3   | 21 | Konrad Motorsport          | Gabriele Rindone Jordan Grogor Shaun Thong                   | Nissan VK56 5,6 l V8 Atmo          | 92    | + 32 tours          |
| Abd. | LMP3   | 2  | DKR Engineering            | Sebastián Álvarez (en) Mathieu de Barbuat Laurents Hörr      | Duqueine M30 - D08                 | 105   |                     |
| Abd. | LMP3   | 2  | DKR Engineering            | Sebastián Álvarez (en) Mathieu de Barbuat Laurents Hörr      | Nissan VK56 5,6 l V8 Atmo          | 105   |                     |
| Abd. | GT     | 48 | S'Aaloch par Kox Racing    | Peter Kox Stéphane Kox (nl) Nico Pronk                       | Porsche 911 GT3 R                  | 7     |                     |
| Abd. | GT     | 48 | S'Aaloch par Kox Racing    | Peter Kox Stéphane Kox (nl) Nico Pronk                       | Porsche 4,0 l Flat-6 Atmo          | 7     |                     |

### Pole position et record du tour
- Pole position :
- Meilleur tour en course :

## Course 2

### Classement de la course
Voici le classement provisoire au terme de la course.
- Les vainqueurs de chaque catégorie sont signalés par un fond jauni.

| Pos  | Classe | no | Écurie                     | Pilotes                                                      | Châssis                            | Tours | Temps               |
| Pos  | Classe | no | Écurie                     | Pilotes                                                      | Moteur                             | Tours | Temps               |
| ---- | ------ | -- | -------------------------- | ------------------------------------------------------------ | ---------------------------------- | ----- | ------------------- |
| 1    | LMP2   | 4  | Nielsen Racing             | Matt Bell Ben Hanley Rodrigo Sales                           | Oreca 07                           | 119   | 4 h 02 min 00 s 179 |
| 1    | LMP2   | 4  | Nielsen Racing             | Matt Bell Ben Hanley Rodrigo Sales                           | Gibson GK428 4,2 l V8 Atmo         | 119   | 4 h 02 min 00 s 179 |
| 2    | LMP2   | 49 | High Class Racing          | Dennis Andersen Anders Fjordbach Kevin Weeda (de)            | Oreca 07                           | 118   | + 1 tour            |
| 2    | LMP2   | 49 | High Class Racing          | Dennis Andersen Anders Fjordbach Kevin Weeda (de)            | Gibson GK428 4,2 l V8 Atmo         | 118   | + 1 tour            |
| 3    | LMP2   | 39 | Graff Racing               | David Droux Sébastien Page Eric Trouillet                    | Oreca 07                           | 117   | + 2 tours           |
| 3    | LMP2   | 39 | Graff Racing               | David Droux Sébastien Page Eric Trouillet                    | Gibson GK428 4,2 l V8 Atmo         | 117   | + 2 tours           |
| 4    | LMP2   | 44 | ARC Bratislava             | John Corbett Miroslav Konôpka Neale Muston                   | Ligier JS P217                     | 116   | + 3 tours           |
| 4    | LMP2   | 44 | ARC Bratislava             | John Corbett Miroslav Konôpka Neale Muston                   | Gibson GK428 4,2 l V8 Atmo         | 116   | + 3 tours           |
| 5    | LMP3   | 8  | Nielsen Racing             | Colin Noble Tony Wells                                       | Ligier JS P320                     | 115   | + 4 tours           |
| 5    | LMP3   | 8  | Nielsen Racing             | Colin Noble Tony Wells                                       | Nissan VK56 5,6 l V8 Atmo          | 115   | + 4 tours           |
| 6    | LMP3   | 27 | CD Sport                   | Christophe Cresp Antoine Doquin Steven Palette               | Ligier JS P320                     | 115   | + 4 tours           |
| 6    | LMP3   | 27 | CD Sport                   | Christophe Cresp Antoine Doquin Steven Palette               | Nissan VK56 5,6 l V8 Atmo          | 115   | + 4 tours           |
| 7    | LMP3   | 3  | CD Sport                   | Nicholas Adcock Edouard Cauhaupé Michael Jensen              | Ligier JS P320                     | 114   | + 5 tours           |
| 7    | LMP3   | 3  | CD Sport                   | Nicholas Adcock Edouard Cauhaupé Michael Jensen              | Nissan VK56 5,6 l V8 Atmo          | 114   | + 5 tours           |
| 8    | LMP3   | 22 | Rinaldi Racing             | Torsten Kratz Hendrik Still Leonard Weiss                    | Duqueine M30 - D08                 | 114   | + 5 tours           |
| 8    | LMP3   | 22 | Rinaldi Racing             | Torsten Kratz Hendrik Still Leonard Weiss                    | Nissan VK56 5,6 l V8 Atmo          | 114   | + 5 tours           |
| 9    | GT     | 55 | Rinaldi Racing             | Rino Mastronardi David Perel Davide Rigon                    | Ferrari 488 GT3                    | 114   | + 5 tours           |
| 9    | GT     | 55 | Rinaldi Racing             | Rino Mastronardi David Perel Davide Rigon                    | Ferrari F154CB 3,9 l V8 Turbo      | 114   | + 5 tours           |
| 10   | GT     | 7  | Inception Racing           | Ben Barnicoat Brendan Iribe Ollie Millroy                    | McLaren 720S GT3                   | 114   | + 5 tours           |
| 10   | GT     | 7  | Inception Racing           | Ben Barnicoat Brendan Iribe Ollie Millroy                    | McLaren M840T 4,0 l V8 Bi-Turbo    | 114   | + 5 tours           |
| 11   | GT     | 17 | AF Corse                   | Vincent Abril Conrad Grunewald Louis Prette (en)             | Ferrari 488 GT3                    | 114   | + 5 tours           |
| 11   | GT     | 17 | AF Corse                   | Vincent Abril Conrad Grunewald Louis Prette (en)             | Ferrari F154CB 3,9 l V8 Turbo      | 114   | + 5 tours           |
| 12   | GT     | 42 | Optimum Motorsport         | Nick Moss Joe Osborne Andrew Watson (en)                     | McLaren 720S GT3                   | 114   | + 5 tours           |
| 12   | GT     | 42 | Optimum Motorsport         | Nick Moss Joe Osborne Andrew Watson (en)                     | McLaren M840T 4,0 l V8 Bi-Turbo    | 114   | + 5 tours           |
| 13   | LMP3   | 13 | Inter Europol Competition  | Alexander Bukhantsov Guilherme Moura De Oliveira Nico Pino   | Ligier JS P320                     | 114   | + 5 tours           |
| 13   | LMP3   | 13 | Inter Europol Competition  | Alexander Bukhantsov Guilherme Moura De Oliveira Nico Pino   | Nissan VK56 5,6 l V8 Atmo          | 114   | + 5 tours           |
| 14   | LMP3   | 26 | G-Drive Racing             | Vyaceslav Gutak Xavier Lloveras Fabrice Rossello             | Ligier JS P320                     | 114   | + 5 tours           |
| 14   | LMP3   | 26 | G-Drive Racing             | Vyaceslav Gutak Xavier Lloveras Fabrice Rossello             | Nissan VK56 5,6 l V8 Atmo          | 114   | + 5 tours           |
| 15   | GT     | 69 | Oman Racing                | Ahmad Al Harthy Charlie Eastwood Sam De Haan                 | Aston Martin Vantage AMR GT3       | 114   | + 5 tours           |
| 15   | GT     | 69 | Oman Racing                | Ahmad Al Harthy Charlie Eastwood Sam De Haan                 | Aston Martin 4,0 l V8 Bi-Turbo     | 114   | + 5 tours           |
| 16   | GT     | 91 | Herberth Motorsport        | Ralf Bohn (de) Alfred Renauer (de) Robert Renauer (de)       | Porsche 911 GT3 R                  | 113   | + 6 tours           |
| 16   | GT     | 91 | Herberth Motorsport        | Ralf Bohn (de) Alfred Renauer (de) Robert Renauer (de)       | Porsche 4,0 l Flat-6 Atmo          | 113   | + 6 tours           |
| 17   | LMP3   | 2  | DKR Engineering            | Sebastián Álvarez (en) Mathieu de Barbuat Laurents Hörr      | Duqueine M30 - D08                 | 113   | + 6 tours           |
| 17   | LMP3   | 2  | DKR Engineering            | Sebastián Álvarez (en) Mathieu de Barbuat Laurents Hörr      | Nissan VK56 5,6 l V8 Atmo          | 113   | + 6 tours           |
| 18   | GT     | 34 | Walkenhorst Motorsport     | Nicky Catsburg Jon Miller Chandler Hull                      | BMW M4 GT3                         | 113   | + 6 tours           |
| 18   | GT     | 34 | Walkenhorst Motorsport     | Nicky Catsburg Jon Miller Chandler Hull                      | BMW P58 3,0 L i6 M TwinPower Turbo | 113   | + 6 tours           |
| 19   | GT     | 88 | Garage 59                  | Frank Bird Marvin Kirchhöfer Alexander West (de)             | McLaren 720S GT3                   | 113   | + 6 tours           |
| 19   | GT     | 88 | Garage 59                  | Frank Bird Marvin Kirchhöfer Alexander West (de)             | McLaren M840T 4,0 l V8 Bi-Turbo    | 113   | + 6 tours           |
| 20   | GT     | 6  | Haupt Racing Team          | Hubert Haupt (de) Arjun Maini Rory Penttinen                 | Mercedes-AMG GT3                   | 113   | + 6 tours           |
| 20   | GT     | 6  | Haupt Racing Team          | Hubert Haupt (de) Arjun Maini Rory Penttinen                 | Mercedes-AMG M159 6,2 l V8 Atmo    | 113   | + 6 tours           |
| 21   | GT     | 77 | D'Station Racing           | Tomonobu Fujii Tom Gamble Satoshi Hoshino                    | Aston Martin Vantage AMR GT3       | 113   | + 6 tours           |
| 21   | GT     | 77 | D'Station Racing           | Tomonobu Fujii Tom Gamble Satoshi Hoshino                    | Aston Martin 4,0 l V8 Bi-Turbo     | 113   | + 6 tours           |
| 22   | GT     | 95 | TF Sport                   | Jonathan Adam Henrique Chaves John Hartshorne                | Aston Martin Vantage AMR GT3       | 113   | + 6 tours           |
| 22   | GT     | 95 | TF Sport                   | Jonathan Adam Henrique Chaves John Hartshorne                | Aston Martin 4,0 l V8 Bi-Turbo     | 113   | + 6 tours           |
| 23   | GT     | 20 | SPS Automotive Performance | Mikaël Grenier John Loggie Valentin Pierburg                 | Mercedes-AMG GT3                   | 113   | + 6 tours           |
| 23   | GT     | 20 | SPS Automotive Performance | Mikaël Grenier John Loggie Valentin Pierburg                 | Mercedes-AMG M159 6,2 l V8 Atmo    | 113   | + 6 tours           |
| 24   | GT     | 12 | Dinamic Motorsport         | Benjamin Barker Giorgio Roda Philipp Sager                   | Porsche 911 GT3 R                  | 112   | + 7 tours           |
| 24   | GT     | 12 | Dinamic Motorsport         | Benjamin Barker Giorgio Roda Philipp Sager                   | Porsche 4,0 l Flat-6 Atmo          | 112   | + 7 tours           |
| 25   | GT     | 59 | Garage 59                  | Nicola Kjaergaard Manuel Maldonado James Vowles              | McLaren 720S GT3                   | 112   | + 7 tours           |
| 25   | GT     | 59 | Garage 59                  | Nicola Kjaergaard Manuel Maldonado James Vowles              | McLaren M840T 4,0 l V8 Bi-Turbo    | 112   | + 7 tours           |
| 26   | GT     | 96 | Attempto Racing            | Alex Aka Finlay Hutchison Florian Scholze                    | Audi R8 LMS GT3 Evo2               | 112   | + 7 tours           |
| 26   | GT     | 96 | Attempto Racing            | Alex Aka Finlay Hutchison Florian Scholze                    | Audi 5,2 l V10 Atmo                | 112   | + 7 tours           |
| 27   | GT     | 57 | Kessel Racing              | Axcil Jefferies Roman Ziemian Francesco Zollo                | Ferrari 488 GT3                    | 112   | + 7 tours           |
| 27   | GT     | 57 | Kessel Racing              | Axcil Jefferies Roman Ziemian Francesco Zollo                | Ferrari F154CB 3,9 l V8 Turbo      | 112   | + 7 tours           |
| 28   | GT     | 99 | Herberth Motorsport        | Jurgen Haring Finn Gehrsitz Marco Seefried                   | Porsche 911 GT3 R                  | 112   | + 7 tours           |
| 28   | GT     | 99 | Herberth Motorsport        | Jurgen Haring Finn Gehrsitz Marco Seefried                   | Porsche 4,0 l Flat-6 Atmo          | 112   | + 7 tours           |
| 29   | GT     | 51 | AF Corse                   | Victor Gomez Alessandro Pier Guidi Francesco Piovanetti (de) | Ferrari 488 GT3                    | 111   | + 8 tours           |
| 29   | GT     | 51 | AF Corse                   | Victor Gomez Alessandro Pier Guidi Francesco Piovanetti (de) | Ferrari F154CB 3,9 l V8 Turbo      | 111   | + 8 tours           |
| 30   | GT     | 35 | Walkenhorst Motorsport     | Henry Walkenhorst Mario von Bohlen Jörg Breuer               | BMW M4 GT3                         | 110   | + 9 tours           |
| 30   | GT     | 35 | Walkenhorst Motorsport     | Henry Walkenhorst Mario von Bohlen Jörg Breuer               | BMW P58 3,0 L i6 M TwinPower Turbo | 110   | + 9 tours           |
| 31   | GT     | 48 | S'Aaloch par Kox Racing    | Peter Kox Stéphane Kox (nl) Nico Pronk                       | Porsche 911 GT3 R                  | 108   | + 11 tours          |
| 31   | GT     | 48 | S'Aaloch par Kox Racing    | Peter Kox Stéphane Kox (nl) Nico Pronk                       | Porsche 4,0 l Flat-6 Atmo          | 108   | + 11 tours          |
| 32   | LMP3   | 72 | Koiranen Kemppi Motorsport | Nikita Aleksandrov Jesse Salmenautio Tomi Veijalainen        | Duqueine M30 - D08                 | 112   | + 7 tours           |
| 32   | LMP3   | 72 | Koiranen Kemppi Motorsport | Nikita Aleksandrov Jesse Salmenautio Tomi Veijalainen        | Nissan VK56 5,6 l V8 Atmo          | 112   | + 7 tours           |
| Abd. | GT     | 66 | YC Panda Racing            | Douglas Khoo (en) Bashar Mardini Edgar Lau                   | Audi R8 LMS GT3 Evo2               | 80    |                     |
| Abd. | GT     | 66 | YC Panda Racing            | Douglas Khoo (en) Bashar Mardini Edgar Lau                   | Audi 5,2 l V10 Atmo                | 80    |                     |
| Abd. | GT     | 33 | Herberth Motorsport        | Antares Au Ye Yifei Klaus Bachler                            | Porsche 911 GT3 R                  | 79    |                     |
| Abd. | GT     | 33 | Herberth Motorsport        | Antares Au Ye Yifei Klaus Bachler                            | Porsche 4,0 l Flat-6 Atmo          | 79    |                     |
| Abd. | LMP3   | 21 | Konrad Motorsport          | Gabriele Rindone Jordan Grogor Shaun Thong                   | Ginetta G61-LT-P3                  | 36    |                     |
| Abd. | LMP3   | 21 | Konrad Motorsport          | Gabriele Rindone Jordan Grogor Shaun Thong                   | Nissan VK56 5,6 l V8 Atmo          | 36    |                     |

### Pole position et record du tour
- Meilleur tour en course :

## À noter
- Longueur du circuit : 5,390 km
- Distance parcourue par les vainqueurs :